# Avicii
Tim Bergling (Estocolmo, 8 de septiembre de 1989-Mascate, 20 de abril de 2018), conocido por su nombre artístico Avicii, fue un DJ, remezclador, compositor y productor discográfico sueco.
A los 16 años comenzó a publicar sus remixes en foros de música electrónica, lo que lo llevó a su primer contrato discográfico. Alcanzó la fama en 2011 con su sencillo «Levels». Su álbum de estudio debut, True (2013), combinó música electrónica con elementos de múltiples géneros y recibió críticas generalmente positivas. Alcanzó su punto máximo en la lista de los diez primeros en más de quince países y encabezó las listas internacionales dance. El primer sencillo, «Wake Me Up», encabezó la mayoría de los mercados de música en Europa y alcanzó el puesto número 4 en Estados Unidos.
En 2015 lanzó su segundo álbum de estudio, Stories y en 2017 lanzó un extended play, titulado AVĪCI (01). Su catálogo musical también incluye sencillos como «I Could Be The One» con Nicky Romero, «You Make Me», «Hey Brother», «Addicted To You», «The Days», «The Nights», «Waiting for Love», «Without You» y «Lonely Together». Bergling fue nominado para un premio Grammy por su trabajo en «Sunshine» con David Guetta en 2012 y «Levels» en 2013. Varias publicaciones de música reconocen a Bergling como uno de los DJs que introdujeron la música electrónica en la radio Top 40 a principios de 2010.
Tim se retiró de hacer giras y conciertos en 2016 debido a problemas de salud, como consecuencia del estrés y la mala salud mental durante varios años. El 20 de abril de 2018, Bergling se suicidó por desangramiento en Mascate, Omán. Fue enterrado el 8 de junio en su ciudad natal, Estocolmo. Su primer álbum póstumo titulado TIM fue lanzado el 6 de junio de 2019.

## Biografía
Tim Bergling nació el 8 de septiembre de 1989 en Estocolmo, Suecia, hijo de Klas Bergling y la actriz Anki Lidén. Tim empezó a hacer música en su habitación a la edad de 8 años. Tuvo tres hermanos: David Bergling, Linda Sterner y Anton Körberg. Inspirado por su hermano, quien también era disc jockey, comenzó a producir música a la edad de 16 años.
Bergling realizó sus estudios en el Östra Reals Gymnasium.

## Carrera musical

### 2007-2010: inicios
En mayo de 2007, Bergling firmó con el sello Dejfitts Plays. Bergling fue miembro de los foros de Laidback Luke, donde refinó su oficio y, a veces, demostró su estilo distintivo de deep house.
De 2009 a 2010, fue un productor prolífico y lanzó música increíblemente rápido. Sus remixes durante este período fueron «Sound Of Now», «Muja», «Ryu» y «Even». Bergling explicó que el nombre Avicii significa "el nivel más bajo del infierno budista" (Avīci) y eligió el apodo porque su nombre real ya se había usado al momento de crear su página de Myspace.
En 2010, lanzó su exitosa canción «Seek Bromance», que llegó al top 20 en varios países, incluyendo Bélgica, Francia, Países Bajos, Reino Unido y Suecia. También remezcló el sencillo clásico de Nadia Ali, «Rapture», para su álbum Queen of Clubs Trilogy: Onyx Edition. En octubre de 2010, Bergling firmó con el equipo europeo de A&R, EMI Music Publishing.

### 2011-2013: «Levels» y progreso internacional

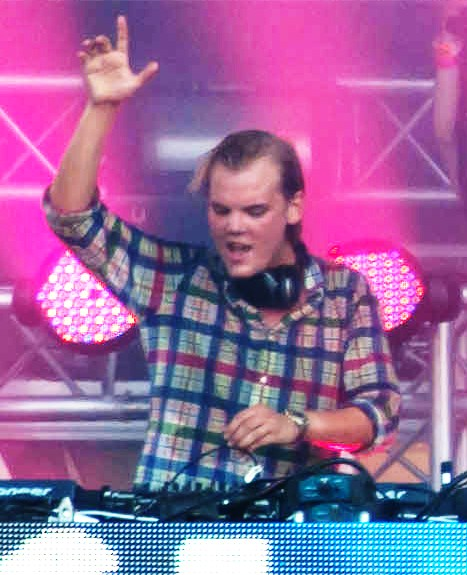
Avicii en el Festival Inox en septiembre de 2011.

En 2011, lanzó «Levels», con lo que penetró en el mainstream. La canción fue producida por él y contiene una muestra vocal de «Something's Got A Hold On Me» inspirada en el góspel de 1962 de Etta James. La misma muestra vocal fue utilizada anteriormente por Pretty Lights en su canción de 2006 «Finally Moving». Esta muestra también fue utilizada por el productor de batería y bajo Logistics en «Call Me Back» y por Flo Rida en su sencillo «Good Feeling», que fue producido por DJ Prak y Cirkut. «Levels» alcanzó la lista de los diez primeros en Austria, Bélgica, Bosnia, Croacia, Dinamarca, Finlandia, Alemania, Grecia, Irlanda, Italia, Países Bajos, Eslovenia y el Reino Unido, mientras encabezaba las listas en Hungría, Noruega y Suecia.

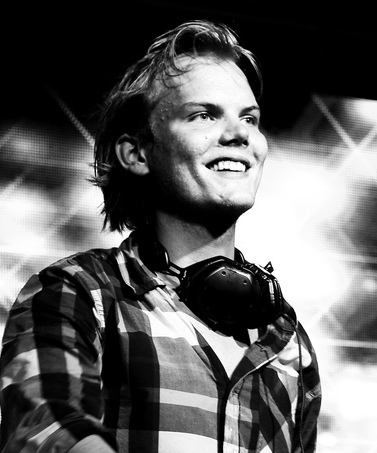
Avicii durante una presentación en septiembre de 2011.

En 2012, su tema «Sunshine» en colaboración con David Guetta fue nominado para un premio Grammy en la categoría de Mejor Grabación Dance. Su canción «Fade Into Darkness» fue sampleada por Leona Lewis en su sencillo «Collide». El muestreo no fue acreditado y llevó a una controversia cuando Bergling intentó bloquear el lanzamiento del sencillo. El asunto se resolvió fuera de la corte con representantes que declararon que Leona Lewis y Avicii trabajarían juntos en el próximo sencillo de «Collide».
El 23 de marzo de 2012, el sencillo sin firmar de Bergling «Last Dance» se presentó en el programa de Pete Tong en BBC Radio 1. La canción se lanzó más tarde el 27 de agosto de 2012. En el Ultra Music Festival de 2012 en Miami, estrenó dos canciones, «Girl Gone Wild» (Remix UMF de Avicii) con Madonna y «Superlove» con Lenny Kravitz. El Remix UMF de Bergling de «Girl Gone Wild» se lanzó el 20 de abril de 2012 y «Superlove» con Kravitz se lanzó el 29 de mayo de 2012. Tras alcanzar dos millones de seguidores en Facebook, Avicii lanzó una nueva canción titulada «Two Million». Se publicó como descarga gratuita en su página oficial de SoundCloud. El 27 de abril de 2012, lanzó «Silhouettes», que contó con la voz de Salem Al Fakir y alcanzó el puesto número 5 en las listas dance del Reino Unido y el número 4 en el Billboard Hot Dance Club Songs.
Bergling fue uno de los artistas que se presentó el 4 de agosto de 2012 en el festival Lollapalooza en el Grant Park de Chicago. El 12 de agosto de 2012, lanzó «Dancing In My Head (Avicii's 'Been Cursed' Mix)» en Beatport. La pista cuenta con la voz de Eric Turner. El radio edit de la canción, titulada «Dancing In My Head (Tom Hangs Mix)» fue lanzada el 14 de agosto de 2012 en iTunes y el 30 de octubre de 2012 se lanzó un extended play de remezclas con remixes de Charlie Bernardo y Michael Woods. El 26 de septiembre de 2012, Bergling hizo historia como el primer DJ en encabezar el mundialmente famoso Radio City Music Hall en Nueva York. Realizó dos espectáculos agotados los días 26 y 27 de septiembre. Fue apoyado por Matt Goldman y Cazzette en los dos shows. En sus shows de Radio City Music Hall, tocó una vista previa de su nueva canción con Mike Posner titulada «Stay With You». El 29 de diciembre de 2012, Bergling estrenó canciones nuevas en Lights All Night, en el Centro de Convenciones de Dallas, algunas de las cuales llegaron a su primer álbum, True. Estas canciones inéditas incluyen «I'll Be Gone» y «Let It Go». El instrumental de «Let It Go» se mezcló con la a cappella de «Addicted To You» para convertirse en «Addicted To You (Avicii By Avicii)». Ese mismo día, Bergling lanzó «I Could Be The One» con Nicky Romero. Después de debutar por primera vez en sus shows casi un año antes, la canción finalmente fue lanzada a través del sello discográfico LE7ELS de Bergling. La nueva versión vocal se lanzó junto con una versión instrumental, una edición de radio y remixes de Audrio y Didrick. 
El 9 de enero de 2013, lanzó el proyecto Avicii X You, una asociación con Ericsson diseñada para crear la primera canción exitosa de 
"participación colectiva" del mundo. El proyecto permitió a los fanes enviar líneas de bajo, efectos, melodías, ritmos y voces a Bergling como archivos de sonido a través de Internet. La canción presenta secuencias de Kian Sang (melodía), Naxsy (línea de bajo), Martin Kupilas (ritmo), Ваня Хакси (break), Jonathan Madray, Mateusz Kolata y Christian Westphalen (efectos). Bergling actuó como productor ejecutivo y creó la canción terminada oficialmente titulándola «X You», que se lanzó el 26 de febrero de 2013. El 30 de enero de 2013, Bergling lanzó «Three Million» con Negin para celebrar los tres millones de seguidores de su página de Facebook.
Bergling fue nominado para un Grammy a la Mejor Grabación Dance por «Levels» en los Premios Grammy de 2013. Fue nominado junto a Calvin Harris con Ne-Yo, Skrillex, Swedish House Mafia con John Martin y Al Walser. La entrega de premios tuvo lugar el 10 de febrero de 2013. Desde finales de febrero hasta principios de marzo de 2013, Bergling realizó una gira por Australia como uno de los actos principales en el Future Music Festival junto a The Prodigy y The Stone Roses. A fines de febrero de 2013, realizó su primera gira por Sudamérica, con conciertos en Venezuela, Argentina, Colombia, Brasil y Chile.

### 2013-2014:True

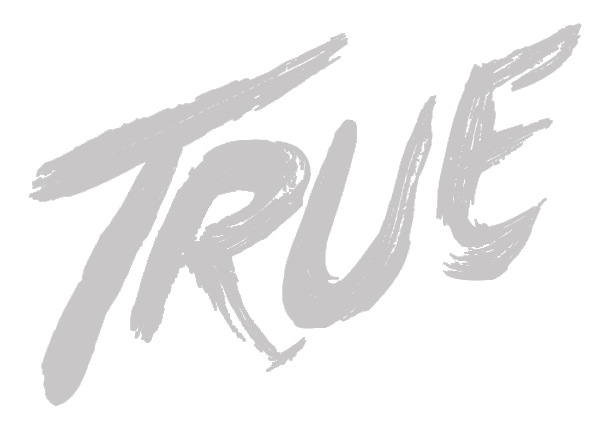
Logo del álbum True.

En marzo de 2013, Bergling anunció y estrenó muchos temas nuevos de su nuevo álbum True, que luego se lanzaría en septiembre, durante su escenario principal en el Ultra Music Festival de Miami. Las nuevas pistas fueron de carácter experimental. Por ejemplo, Bergling sacó una banda de stomp para tocar la nueva canción «Wake Me Up». Muchas de estas nuevas canciones recibieron críticas variadas después del concierto.
El 11 de abril de 2013, lanzó su nuevo álbum promo mix en SoundCloud. Contenía algunas canciones de True y algunos de sus sencillos que no eran parte del álbum. También contenía algunos IDs como «Black & Blue» y «Enough Is Enough (Don't Give Up On Us)».
La EBU y SVT anunciaron el 15 de abril que Bergling, junto con los exmiembros de ABBA Björn Ulvaeus y Benny Andersson, habían compuesto el himno para el Festival de la Canción de Eurovisión 2013. La canción se tocó por primera vez en la Final el 18 de mayo.
El 14 de junio de 2013, el estreno mundial del nuevo sencillo de Bergling, «Wake Me Up», fue presentado por Pete Tong en la BBC Radio 1, con la voz de Aloe Blacc. La canción se lanzó más tarde en iTunes y a la radio el 25 de junio de 2013. Es el primer sencillo del álbum True de Bergling, que se lanzó el 16 de septiembre de 2013. «Wake Me Up» fue el número 1 en el Spotify Global Chart y Bergling estaba en el puesto 2 de la lista de artistas más populares del mundo. «Wake Me Up» más tarde llegó a establecer un récord de 14 semanas como el éxito número uno en la lista Dance/Electronic Songs de Billboard. The Official Charts Company anunció el 21 de julio que «Wake Me Up» se había convertido en el sencillo más vendido del Reino Unido en 2013, luego de haber superado a «Blurred Lines» de Robin Thicke, habiendo vendido 267.000 copias en su primera semana de ventas en el Reino Unido. «Wake Me Up» posteriormente se convirtió en un gran éxito, encabezando las listas en más de 20 países, incluyendo Australia, Alemania, Irlanda, Italia, Suecia, Países Bajos y Nueva Zelanda.
El 19 de octubre de 2013, se anunció la lista de los mejores 100 DJ de DJ Mag 2013, con Bergling en el número 3 de la lista. Hardwell se convirtió en el nuevo n.º 1 del mundo al desplazar a Armin Van Buuren. El 28 de octubre de 2013, Bergling lanzó el sencillo «Hey Brother» con la voz de Dan Tyminski. El 10 de noviembre, Bergling ganó su primer premio "Best Electronic" en los MTV EMA. El 24 de noviembre de 2013 ganó el American Music Award por el artista de música electrónica dance favorito.
En diciembre de 2013, lanzó su cuarto sencillo del álbum, «Addicted To You», que alcanzó el número 5 en Australia, con la voz de Audra Mae, quien también canta «Shame On Me» y «Long Road To Hell», ambas canciones en el álbum. También lanzó el sencillo «Lay Me Down», con la voz de Adam Lambert y la guitarra de Nile Rodgers. El 29 de diciembre de 2013, Bergling debutó su nuevo tema «Dreaming Of Me», con la voz de Audra Mae, a través del episodio 19 de su podcast LE7ELS. Se desconoce si será lanzado en el futuro.
El 8 de marzo de 2014, la cuenta de Instagram de Bergling confirmó una colaboración con Madonna. Se desconoce el alcance de la colaboración. El 21 de marzo de 2014, Bergling lanzó una edición remezclada de su álbum True titulado True: Avicii By Avicii que contenía remixes de todas las canciones, excluyendo «Heart Upon My Sleeve» por razones desconocidas. Se suponía que la promoción de este álbum comenzaría en el Ultra Music Festival de 2014, pero Bergling anunció que había sido hospitalizado el 28 de marzo y no pudo tocar su set de cierre en el festival. El 28 de marzo de 2014, FIFA y Sony Music Entertainment anunciaron que Bergling colaboraria con Carlos Santana, Wyclef Jean y Alexandre Pires para el Himno oficial de la Copa Mundial de la FIFA titulado «Dar um Jeito (We Will Find a Way)». El himno se interpretó en la ceremonia de clausura de la Copa Mundial de la FIFA el 13 de julio de 2014.
En julio de 2014, lanzó su sencillo «Lay Me Down». También produjo y colaboró con Chris Martin de Coldplay, coescribiendo y coproduciendo la canción «A Sky Full Of Stars» del sexto álbum de estudio de la banda, Ghost Stories, lanzado el 19 de mayo de 2014. También tocó y grabó las partes de piano en la pista. «A Sky Full Of Stars» fue lanzado el 3 de mayo como el segundo sencillo de «Ghost Stories». «Lovers On The Sun», un tema que coprodujo con David Guetta, se lanzó el 30 de junio de 2014. Bergling también trabajó con Wyclef Jean en un sencillo titulado «Divine Sorrow» para el próximo álbum del cantante haitiano Clefication.

### 2014-2015:Storiesy grandes colaboraciones

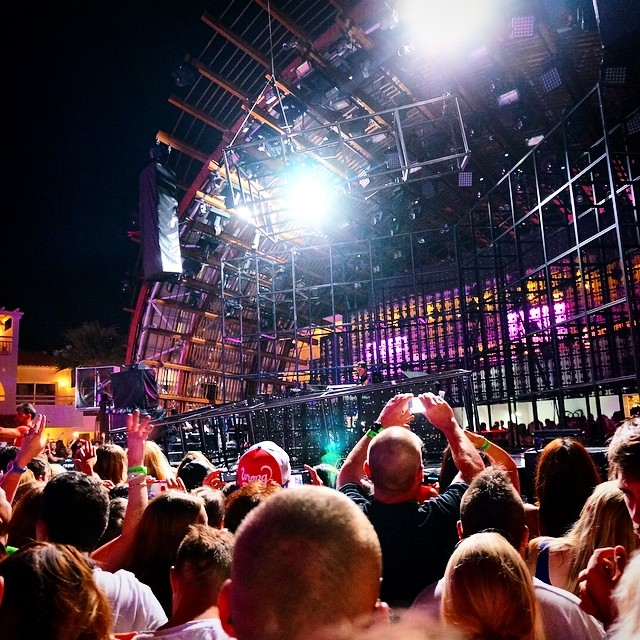
Avicii durante una presentación en el club nocturno Ushuaïa en agosto de 2014.

En julio de 2014, Bergling le dijo a Rolling Stone que había trabajado en 70 canciones para su próximo álbum Stories, que incluiría colaboraciones con Jon Bon Jovi, Serj Tankian de System Of A Down, Chris Martin, Wyclef Jean y Matisyahu. Al describir el álbum, Bergling dijo: "Va a ser mucho más orientado a las canciones".
Durante su gira por True, también tocó su próximo sencillo «No Pleasing A Woman» con la voz de Billie Joe Armstrong, de la banda de rock estadounidense Green Day. Tiene un instrumental similar a «Wake Me Up» aunque con diferentes progresiones de acordes, junto con «No Pleasing A Woman». Bergling también realizó otras próximas canciones como «In Love With Your Ghost» con Daniel Adams-Ray, «Love To Fall» con Tom Odell y «Million Miles» con LP, que es una versión demo de «Trouble», una canción Stories con la voz de Wayne Hector.
«Lose Myself», una colaboración entre Bergling y el cantante chino Wang Leehom, se lanzó el 1 de septiembre de 2014. El 8 de septiembre de 2014, en su cumpleaños número 25, decidió cancelar todas sus actuaciones restantes de 2014 debido a problemas de salud. Al día siguiente, anunció a través de Denim & Supply que lanzaría su nuevo sencillo «The Days» más adelante en 2014 y también se presentó un video con una vista previa de la pista. «The Days» es una colaboración entre Bergling y Robbie Williams y se lanzó el 3 de octubre de 2014 a través de PRMD Music. El 16 de septiembre de 2014, se anunció a través de EA Sports que Bergling estaría debutando una nueva canción llamada «The Nights» exclusivamente en FIFA 15. El 17 de noviembre de 2014, se anunció oficialmente que la canción se lanzará como parte de un extended play junto con «The Days». El 17 de noviembre de 2014, Wyclef Jean lanzó una canción titulada «Divine Sorrow» con Avicii.
El 2 de marzo de 2015, actuó en vivo en el Future Music Festival de Australia, su próximo sencillo «Heaven», en colaboración con Chris Martin, el líder de Coldplay. La voz fue luego cambiada por la del cantante Simon Aldred de Cherry Ghost; Chris Martin aun así recibió créditos por la escritura en «Heaven». Sin embargo, la versión con la voz de Chris Martin se finalizó en 2018/2019 después de la muerte de Bergling y se lanzó oficialmente en el tercer álbum de estudio y primer álbum póstumo TIM. Se filtraron muchas canciones a Internet a partir del set del UMF 2015 de Bergling. Estas canciones incluyen «Heaven», «Waiting For Love», y algunos de sus IDs «For A Better Day», «City Lights», «Can't Catch Me», «True Believer», «What Would I Change It To», «Can't Love You Again» (que se filtró anteriormente en Internet con el nombre «Don't Call») y «Attack».
El 25 de abril de 2015, anunció en el episodio 35 de su podcast LE7ELS que tocaría algunas de sus canciones inéditas en su programa. También mostró su bootleg de la canción «Finally» de Kings Of Tomorrow y una de sus viejas canciones que hizo con Ash, titulada «Papa Was A Rolling Stone».
El 6 de mayo de 2015, lanzó su versión de la canción «Feeling Good» de Nina Simone, compuesta en 1964 por los compositores ingleses Anthony Newley y Leslie Bricusse. El 8 de mayo de 2015, Bergling mostró su canción «I'll Be Gone» a través del episodio 422 del Club Life Podcast de Tiësto que tiene un instrumental muy similar a «Liar Liar (Avicii By Avicii)» aunque con diferentes voces y progresiones de acordes. Se filtró a Internet entre 2013 y 2014 con el nombre de «Stars» y no fue lanzado hasta la fecha. También comparte un lanzamiento similar el ID de Bergling «Black & Blue». El 22 de mayo de 2015, Bergling estrenó otro sencillo de Stories, «Waiting For Love»,que fue coproducida por el también DJ y productor Martin Garrix, pero sin acreditar y contó con la voz de Simon Aldred de Cherry Ghost. El 25 de mayo de 2015, mostró tres de sus antiguas canciones en el episodio 36 de su podcast LE7ELS: «Tracks Of My Tears», «Sorry Mr. Atari» y «Time To Get lll», todas ellas canciones que Bergling había hecho hace años. «Tracks Of My Tears» es la versión original de «All You Need Is Love» de Bergling. El 27 de mayo de 2015, un periódico sueco confirmó a través de una entrevista con Bergling que su segundo álbum Stories se lanzaría a finales de 2015.
El 3 de julio de 2015, presentó dos canciones de su álbum Stories en el episodio 37 de su podcast LE7ELS: «Broken Arrows» con Zac Brown Band y «Can’t Catch Me» con Wyclef Jean y Matisyahu. También tocó una versión completa de su canción «Heaven» y dijo que estaba haciendo otra canción cantada por Chris Martin llamada «True Believer». Más tarde, Bergling dijo que él también está cantando en esa pista. El 18 de julio de 2015, Bergling anunció que finalmente había terminado la producción de Stories después de 2 años de trabajo.
Un par de semanas más tarde, el 4 de agosto de 2015, se anunció que los últimos sencillos que se sacarían a la venta antes del lanzamiento de Stories serían «For A Better Day» con el cantante estadounidense Alex Ebert y «Pure Grinding» con la voz de Kristoffer Fogelmark y Earl St. Clair. El 27 de agosto, Bergling lanzó un video teaser en Instagram con la canción «Pure Grinding». Las pistas «For A Better Day» y «Pure Grinding» se lanzaron al día siguiente a través de Spotify e iTunes. El 26 de septiembre, Bergling anunció «Stories – Megamix» en Spotify. Stories se lanzó el 2 de octubre de 2015 junto con tres sencillos: «Broken Arrows» con Zac Brown, «Ten More Days» con Zak Abel y «Gonna Love Ya» con Sandro Cavazza.

### 2016: retiro de las giras
El 15 de enero de 2016, lanzó su remix de «Beautiful Heartbeat» de Morten. Coca-Cola se asoció con Bergling para un himno de la campaña mundial «Taste The Feeling» con Conrad Sewell. La canción fue lanzada el 19 de enero. El 25 de enero, Bergling se unió de nuevo con Coldplay para coproducir el sencillo de dicha banda «Hymn For The Weekend», que fue lanzado como el segundo sencillo de su álbum A Head Full of Dreams. En 2016, según un informe de la revista Inc., Avicii fue la sexta compañía de más rápido crecimiento en Europa, con un ingreso de 7,7 millones de euros en 2014.
El 19 de marzo de 2016, actuó en vivo en el Ultra Music Festival y estrenó nuevos IDs como «Without You» y «We Burn (Faster Than Light)» con Sandro Cavazza, y una colaboración con la estrella de pop australiana Sia (que tocó por primera vez en Dubái). El 29 de marzo, Bergling anunció en Facebook que se retiraría de los conciertos y las giras en 2016. El 7 de abril de 2016, Bergling anunció que estaba trabajando en un tercer álbum de estudio. El 3 de junio de 2016, Bergling lanzó su colaboración con Otto Knows titulada «Back Where I Belong». Es la segunda colaboración de estos dos productores después de «iTrack» en 2011.
El 15 de julio de 2016, lanzó un remix de su propia canción, «Feeling Good». El remix se tituló «Feeling Good (Avicii By Avicii)». Esta canción solo fue lanzada en el canal oficial de YouTube de Bergling. El 1 de agosto, parece que se retiró y el video de YouTube se hizo privado. El 28 de agosto de 2016, realizó su última actuación en vivo en Ibiza, antes de retirarse de la gira por motivos de salud. Su anuncio inicial se hizo en su página web en abril. El 23 de abril de 2018, tres días después de su muerte, Tiësto reveló que la reunión de Ultra Music de Swedish House Mafia inspiró a Avicii a retomar el ser DJ nuevamente, lo que le permitió pasar las últimas semanas hasta su muerte el 20 de abril. El 22 de diciembre de 2016, un representante de Avicii Music AB anunció que Bergling se había separado de su antiguo mánager Ash Pournouri y At Night Management junto con el sello discográfico de Ash, PRMD Music. El representante también anunció que Bergling había firmado para Universal Music Sweden y se esperaba que lanzara su tercer álbum de estudio en 2017.

### 2017-2018:AVĪCI (01)yAvicii: True Stories
En junio de 2017, la cantante británica Rita Ora debutó una versión semi-acústica de «Lonely Together» en un evento privado en Annabel's en Londres. «Lonely Together» fue más tarde el segundo sencillo de AVĪCI (01). Desde el 13 de julio hasta el 2 de agosto, Bergling compartió fragmentos de un minuto en Instagram, titulados "¡La nueva música viene muy, muy pronto!", con títulos de pistas como hashtags. Bergling subió en línea los teasers de cada canción del EP al momento del lanzamiento.
El 10 de agosto de 2017, lanzó AVĪCI (01), un EP con seis pistas. Dijo sobre el lanzamiento: "Estoy realmente emocionado de volver con la música una vez más. Ha pasado mucho tiempo desde que lancé algo y hace mucho tiempo que estaba tan emocionado por la nueva música. Mi enfoque en este primer EP del álbum fue para obtener una mezcla de canciones nuevas y antiguas: ¡algunas de las cuales los fanáticos han estado preguntando y esperando a que se mezclen con canciones nuevas que no hayan escuchado antes!".
En una entrevista con Pete Tong en la BBC Radio 1, Bergling dijo que el EP es una de las tres partes de su tercer álbum de estudio. El 11 de septiembre de 2017, Bergling anunció un documental dirigido por su colaborador cercano y de larga data Levan Tsikurishvili, titulado Avicii: True Stories. El documental narra el retiro del artista de las giras y presenta entrevistas con sus compañeros de profesión David Guetta, Tiësto, Wyclef Jean, Nile Rodgers y Chris Martin de Coldplay.
El 10 de febrero de 2018, lanzó «GHOST», una colaboración con el cantautor sueco Daniel Adams-Ray, quien fue acreditado como HUMAN. La canción, que se filtró en Internet en 2014/2015 bajo el título «(I'm Still) In Love With Your Ghost», marca la segunda colaboración con los 2 suecos después de «Somewhere In Stockholm» del álbum Stories de Bergling.
Tras la muerte de Bergling, los medios de comunicación informaron que en el momento de su muerte tenía más de 200 canciones inéditas, algunas terminadas y otras aún en desarrollo. Se afirmó además que había producido algunas de las mejores canciones de su carrera antes de su muerte. En agosto de 2018, el productor Carl Falk, quien coprodujo algunas de las canciones en el álbum Stories de Bergling en 2015 y AVĪCI (01) en 2017, declaró que estaba dando los toques finales a la colaboración de Chris Martin «Heaven» (originalmente escrita durante sesiones de Stories) y que podría publicarse póstumamente en unos meses junto con el tercer álbum.

### 2019: álbum póstumoTIM
El 26 de marzo de 2019, la familia de Avicii anunció la creación de la Fundación Tim Bergling, una organización sin ánimo de lucro creada originalmente para concienciar sobre la salud mental y la prevención del suicidio. 
En abril, se anunció que el álbum TIM, en el que Avicii estaba trabajando antes de su muerte, se lanzaría el 6 de junio del mismo año, con el primer sencillo, «SOS» en colaboración con Aloe Blacc, lanzado el 10 de abril. Todas las ganancias de la venta del álbum se destinarán a la Fundación Tim Bergling. También en abril, se anunció una biografía oficial de Avicii, escrita por Måns Mosesson, que se publicaría en 2020, cuyos ingresos también irán a la Fundación Tim Bergling. El segundo sencillo del álbum, titulado «Tough Love», fue lanzado el 9 de mayo de 2019. El video musical de «Tough Love» se lanzó en YouTube el 14 de mayo de 2019.

## Fallecimiento
Avicii murió el 20 de abril de 2018 en su habitación de hotel en Mascate, Omán, a los 28 años. No se dio ninguna causa de muerte de inmediato. El 21 de abril, la policía de Omán declaró que no había sospecha criminal ni evidencia de asesinato en la muerte de Bergling. El 26 de abril, su familia lanzó una carta abierta que decía lo siguiente:

Nuestro querido Tim era un buscador, un alma artística frágil que buscaba respuestas a preguntas existenciales. Un perfeccionista excesivamente exitoso que viajó y trabajó duro a un ritmo que lo llevó a un estrés extremo. Cuando dejó de salir de gira, quería encontrar un equilibrio en la vida para poder ser feliz y hacer lo que más le gustaba: la música. Realmente luchó con pensamientos sobre significado, vida, felicidad. Ahora ya no podía continuar. Quería encontrar la paz. Tim no estaba hecho para la máquina de negocios en la que se encontraba; Era un hombre sensible que amaba a sus admiradores pero evitaba los reflectores. Tim, siempre serás amado y tristemente extrañado. La persona que eras y tu música mantendrán viva tu memoria. Te amamos, la familia.

El 1 de mayo, TMZ informó que la causa de la muerte fue un suicidio debido a lesiones autoinfligidas con una botella de vino rota, con Bergling finalmente muriendo por pérdida de sangre. El 22 de mayo, la familia de Bergling anunció planes para un funeral privado con las personas más cercanas a él. El 8 de junio, se llevó a cabo su funeral en el cementerio Skogskyrkogården de Estocolmo. Fue enterrado en la iglesia Hedvig Eleonora en junio de 2018.

## Arte

### Influencias y estilo musical
Las influencias de Bergling incluían a Basshunter, Daft Punk, Swedish House Mafia y Eric Prydz. Describió su introducción a la música electrónica como "escuchar mucho Daft Punk, mucho antes de saber qué era la música house".
El trabajo temprano de Bergling se centraba en el deep house y progressive house, generalmente se basa en una estructura de cuatro acordes, subgraves y una simple melodía de sintetizador. True, su álbum de estudio debut, presentó una mezcla de géneros musicales, incluyendo folktronica. Mientras hacía el álbum, Bergling quería fusionar el género de la música electrónica con soul, funk, blues, folk y country, ya que sentía que el EDM se había concentrado demasiado en las "suciss drops". Su primer sencillo, «Wake Me Up», es un crossover de música folk, que, como lo señaló un escritor de The Observer, "aprovechó el potencial del mercado de mezclar EDM y country, una plantilla que muchos artistas han recreado desde entonces". Un editor de Variety comentó que el "sonido distintivo" de Bergling estaba compuesto por "sintetizadores crecientes y melodías agitadas". Músicos como Kygo, Skrillex, Diplo, Martin Garrix y Cheat Codes lo han citado como una fuente de inspiración.

## Filantropía
Tras alcanzar un gran éxito comercial, Avicii comenzó a trabajar con su mánager y productor ejecutivo, Ash Pournouri, para iniciar «House for Hunger» en 2011, una organización benéfica dedicada a aliviar el hambre mundial. La pareja quería mostrar el espíritu generoso de la comunidad de música house. Bergling explicó:

«Hay que dar algo a cambio. Soy muy afortunado de estar en la posición en la que realmente puedo hacer eso. Me siento afortunado todos los días cuando me despierto y soy capaz de hacer lo que me gusta y ganarme la vida».
Tim Bergling

Además de la donación de un millón de dólares a «Feeding America», —una organización benéfica fundada por John van Hengel—, «House for Hunger» ha ayudado a financiar los esfuerzos de «The Feed Foundation», —iniciada por Laura Bush—, lo que le permite distribuir más de 2 millones de comidas escolares en toda África. También apoyó campañas contra el tráfico de personas y la violencia de pandillas cuando dirigió los videos de sus canciones «For A Better Day» y «Pure Grinding».

## Giras
En 2010, Avicii se embarcó en su primera gira mundial, empezando por Norteamérica y Europa del este.
En Norteamérica, comenzó en el Club Glow, en Washington D. C., en SET and Nikki Beachen Miami, en Pacha de Nueva York,en el Electric Zoo Festival, en la Isla Randall de Nueva York, en el Electric Daisy Carnival en Los Angeles Memorial Coliseum, en Ruby Skye de San Francisco, en Vision Night Club de Chicago, en The Guvernment Night Club de Toronto, en el Club Mansion de London y en Wet Republic Daylife en Las Vegas.
Estuvo también en numerosas ciudades europeas y lugares como Ushuaia en Ibiza, en Magaluf (Mallorca), en el Opium (Barcelona) de Barcelona, en el Monaco International Clubbing Show del Grimaldi Forum de Mónaco, en el Fabulous Festival de Hertogenbosch, Países Bajos y en Tomorrowland de Bélgica, entre otros.
En Hispanoamérica participó en el Ultra Music Festival de 2013 y recorrió países como Argentina, Chile, Brasil, Colombia y Venezuela.
Algunos de estos conciertos han sido grabados por el canal de radio Sirius XM de música progressive y trance. El 23 de octubre de 2010, para reforzar su gira mundial, Avicii presentó un trabajo exclusivo de una hora en la radio Sirius XM.
En noviembre de 2012 visitó El Salvador, dando un concierto en CIFCO. Su gira terminó el 10 de noviembre de 2012 con una presentación en la ciudad de Buenos Aires ante más de 30.000 espectadores.
El 29 de marzo de 2016, Avicii confirmó que ese año haría sus últimos espectáculos, aunque también había mencionado un posible regreso a la música, pero no se sabía cuándo.

## Filmografía
| Año  | Título               | Papel    | Notas      |
| ---- | -------------------- | -------- | ---------- |
| 2017 | Avicii: True Stories | Él mismo | Documental |
| 2024 | Avicii – I'm Tim     | Él mismo | Documental |

## Discografía
Álbumes de estudio
- 2013: True
- 2015: Stories
- 2019: TIM
- 2025: Avicii Forever

## Videografía
| Año  | Vídeo musical                                                              |
| ---- | -------------------------------------------------------------------------- |
| 2011 | Levels Fade Into Darkness                                                  |
| 2012 | Silhouettes I Could Be The One                                             |
| 2013 | Wake Me Up You Make Me Hey Brother Addicted to You                         |
| 2014 | Lay Me Down The Days The Nights                                            |
| 2015 | Feeling Good Waiting For Love Pure Grinding For A Better Day Broken Arrows |
| 2017 | Lonely Together Without You Friend Of Mine You Be Love                     |
| 2019 | SOS Tough Love Heaven                                                      |